# Fetalchirurgie
Fetalchirurgie oder weniger üblich Fötalchirurgie bezeichnet die Möglichkeit der vorgeburtlichen Operation im Rahmen einer Therapie in utero bei vor allem schweren oder lebensbedrohlichen Fehlbildungen oder Erkrankungen des heranwachsenden Fetus.

## Beschreibung
Ein Fetus kann sowohl offen (der Uterus und die Fruchtblase werden eröffnet, der Fetus entsprechend gedreht und dann operiert) als auch minimalinvasiv (mittels in die Fruchtblase durch Trokare eingebrachter Instrumente) operiert werden. Die Operationen benötigen ein eingespieltes Team, das ärztlicherseits Gynäkologen, Anästhesisten und Operateure enthält, wobei Letztere aus verschiedenen Fachdisziplinen z. B. Kinderchirurgie, Neurochirurgie, Pädiatrie kommen können. Ein Hauptproblem liegt in der Stabilisierung der Schwangerschaft nach Beendigung der Operation. Ist die Schwangerschaft nicht zu stabilisieren, kommt es zur Frühgeburt.

## Geschichte
Michael Harrison wagte im Jahre 1981 die erste offene Operation an einem Fetus. Offene Operation besagt hierbei, dass bei diesen ersten und vielen darauffolgenden Eingriffen der Bauch der Schwangeren geöffnet und der Fetus teils oder ganz entnommen wurde, um eine beispielsweise vorliegende Spina bifida aperta vorgeburtlich zu verschließen. Dies führte zu Diskussionen und Abwägungen über Risiken und Nutzen, da vor allem die Frühgeburtenrate sehr hoch war.
Forscher und Mitarbeiter der Universität Münster und der Universität Bonn entwickelten ein Verfahren, bei dem der Zugang zum Kind und somit die Möglichkeit zu operieren über drei kleine, zirka 5 × 2 mm Röhrchen (Fetoskop oder Trokare) ermöglicht wird. Diese Methode hat dazu geführt, dass sich die Schwangerschaft nach einem Eingriff bis zur 30. Schwangerschaftswoche halten lässt.
Da aktuell Eingriffe (Diagnose oder Operation) bei Embryos beziehungsweise Föten eher selten praktiziert werden, sind dementsprechend wenig bis gar keine Quellen zur Fötalchirurgie vorhanden. Aus diesem Anlass hat die Europäische Kommission (Biomed II) die Initiative „Eurofoetus“ ins Leben gerufen, um zusammen mit Wissenschaft und Industrie zu aussagefähigen Studien und standardisierten Operationsverfahren zu gelangen.

## Untersuchungen, Indikationen und operable Fehlbildungen
- Formen der Spina bifida aperta
- Kongenitale Zwerchfellhernie
- Amniotisches-Band-Syndrom[3]
- Steißbeinteratome mit Herzversagen
- Diskordante Zwillingsschwangerschaften
- Acranius acardius
- Zwillingstransfusionssyndrom / Fetofetales Transfusionssyndrom
- Kongenitaler kompletter Herzblock, Atrioventrikularblock (AV-Block) mit Herzversagen
- Hochgradige Verengungen der fetalen Aorten- und Pulmonalklappe
- Supraventrikuläre Tachykardie = Herzrasen mit Herzversagen
- Kehlkopf- und Luftröhrenverschlüsse (fetales CHAOS z. B. bei Larynxatresie)
- Fetale Biopsien und Diagnostische Fetoskopien
- Gastroschisis
- Hochgradige Verengungen des Foramen ovale (Foramen ovale Restriktion)
- Hydrothorax
- Posteriore Urethralklappen (Harnabflussstörungen)
- Aortenisthmusstenose (bzw. unterbrochener Aortenbogen, Unterentwicklung des linken Herzens, Linksherzhypoplasie, Coarctation)
- bei vorzeitigem Blasensprung (Therapie zur Verbesserung der Lungenentwicklung)